# Conducteur superionique

Lorsqu'ils sont placés dans un champ électrique, les ions H+ (blancs) de la glace conductrice superionique, traversent le réseau d'ions O2- de la cathode (rouge) à l'anode (bleu).

En électrochimie, les conducteurs superioniques (appelés aussi superconducteurs ioniques ou électrolytes solides) sont des conducteurs d'ions à l'état solide à haute conductivité ionique. En d'autres termes, les conducteur superionique sont des matériaux permettant aux ions de se déplacer rapidement à travers lui. Ils sont un enjeu pour l'amélioration des batteries ou des piles à combustible à oxyde solide. 

## Structure moléculaire
En général, les conducteurs superioniques ont une structure cristalline,, c'est-à-dire qu'ils ont une disposition régulière et périodique des atomes dans leur structure. Cette structure contient des zones peu denses, des "trous", permettant aux ions de se déplacer à travers la structure. Ce déplacement est désigné sous le terme d'électromigration.

## Classification
Les conducteurs superioniques peuvent être répartis en trois groupes :
- les conducteurs cationiques;
- les conducteurs anioniques;
- et les conducteurs protoniques.